# San Pedro Cuitlapan
San Pedro Cuitlapan är en ort i Mexiko.   Den ligger i kommunen Tlacoachistlahuaca och delstaten Guerrero, i den sydöstra delen av landet, 290 km söder om huvudstaden Mexico City. San Pedro Cuitlapan ligger 766 meter över havet och antalet invånare är 1 249.
Terrängen runt San Pedro Cuitlapan är kuperad åt sydost, men åt nordväst är den bergig. Runt San Pedro Cuitlapan är det ganska glesbefolkat, med 27 invånare per kvadratkilometer. Närmaste större samhälle är Tlacoachistlahuaca, 18,8 km söder om San Pedro Cuitlapan. I omgivningarna runt San Pedro Cuitlapan växer huvudsakligen savannskog.